# Abdullah của Pahang
Al-Sultan Abdullah Ri'ayatuddin Al-Mustafa Billah Shah ibni Almarhum Sultan Haji Ahmad Shah Al-Musta'in Billah (sinh ngày 30 tháng 7 năm 1959) là Yang di-Pertuan Agong (quốc vương) của Malaysia và là Sultan của bang Pahang. Ông được tuyên bố là Sultan vào ngày 11 tháng 1 năm 2019, kế vị người cha mắc bệnh là Sultan Ahmad Shah. Ông được lập làm Yang di-Pertuan Agong vào ngày 31 tháng 1 năm 2019.